# Fantômes du Trianon

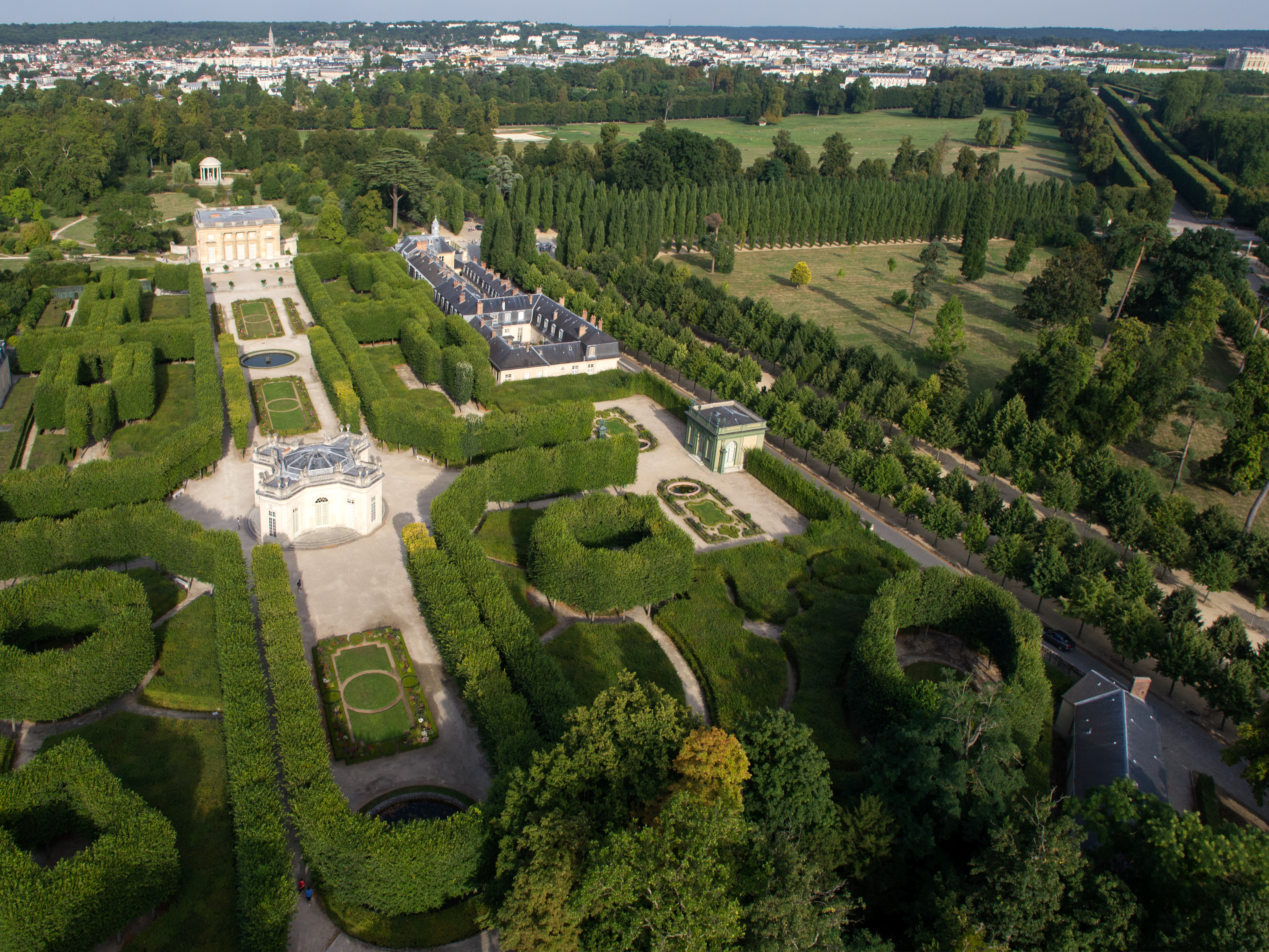
Le Petit Trianon. Vue aérienne.

Les fantômes de Trianon ou fantômes de Versailles désigne une expérience vécue en 1901 dans les jardins du Petit Trianon par deux Anglaises qui la considérèrent comme paranormale. Bien que les parapsychologues aient eu dès le début des doutes sur l’authenticité de leur supposée rétrovision, leur livre intitulé An Adventure, publié en 1911, connut un succès certain et devint un élément de la légende de Versailles et de Marie-Antoinette, en particulier dans le monde anglophone.

## Les protagonistes

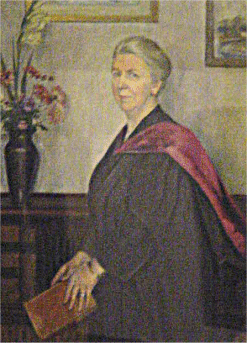
Eleanor Jourdain

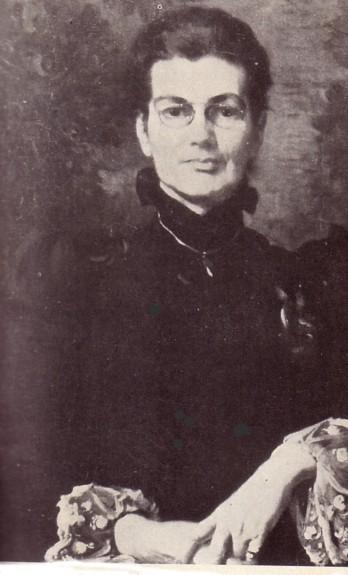
Charlotte Anne Moberly

Elles comptaient parmi les pionnières de l’enseignement supérieur féminin en Grande-Bretagne et publièrent leur aventure sous un nom de plume ; leur identité réelle ne fut révélée qu’à leur mort.
- Charlotte Anne Moberly, dite Annie Moberly, (16 septembre 1846 - 7 mai 1937), nom de plume : Elisabeth Morison, était la fille d’un ancien directeur du Winchester College, qui fut ensuite professeur d’Oxford avant de devenir évêque de Salisbury. Elle fut sa secrétaire durant 20 ans avant d’être choisie en 1886 comme directrice de St Hugh’s Hall, troisième collège féminin de l’Université d'Oxford, récemment fondé par Elizabeth Wordsworth, petite-nièce du poète William Wordsworth. Elle était l’amie de la suffragette Clara Mordan. 10e d’une famille de 15 enfants, la légende fait parfois d’elle la 7e fille d’un 7e fils, bénéficiant des dons de clairvoyance accordés par certaines traditions populaires à ce genre d’enfant.

- Eleanor Frances Jourdain (1863-1924), nom de plume : Frances Lamont, était l’aînée des 10 enfants du pasteur Francis Jourdain, vicaire d’Ashbourne (Derbyshire), descendant de huguenots français. Elle était elle-même diplômée d’un collège féminin d’Oxford. Elle devint enseignante et fonda sa propre école (Corran) à Watford (Hertfordshire). À l’époque des faits, elle vivait à Paris où elle avait loué un appartement 270 boulevard Raspail dans la perspective d’y accueillir des élèves pour une période d’études. Annie Moberly était venue lui proposer de la seconder à St Hugh. Elle devint effectivement directrice adjointe du collège en 1902, puis directrice à la retraite d’Annie Moberly en 1915. Elle est l’auteur de sept ouvrages sur la littérature et le théâtre. Son autorité devint excessive à la fin de ses jours et elle dut faire face peu avant sa mort à la démission d'une grande partie de son équipe[1].

## Les événements

### La visite
Venue à Paris proposer à Eleanor Jourdain de devenir son adjointe, Anne Moberly profite de son bref séjour pour visiter Versailles avec elle. Nous sommes le 10 août 1901, il fait chaud et orageux. Elles se perdent en cherchant le Petit Trianon et commencent à se sentir oppressées, mais aucune ne fait part de son sentiment à sa compagne. Elles aperçoivent sur le bord du chemin deux hommes portant un long manteau et un tricorne, bêches à la main, qui leur indiquent le chemin ; des jardiniers, pensent-elles. Arrivées près d’un cottage, Eleanor Jourdain remarque à l’intérieur une très jeune fille d’environ 12 à 13 ans et une femme ; toutes deux portent un costume suranné. Enfin, elles arrivent à un pavillon chinois qu’elles prennent pour le Temple de l'Amour. L’atmosphère devient de plus en plus pénible. Annie, en particulier, se sent prise d’angoisse lorsqu’un homme assis au pied du pavillon tourne vers elle un visage menaçant et vérolé. C’est alors qu’un autre homme, grand et beau, cheveux bouclés sous un chapeau à larges bords, passe en coup de vent enveloppé dans une cape noire ; il s’arrête et leur sert un laïus dont elles ne comprennent qu’une chose : il faut tourner à droite. Les visiteuses arrivent près d’une petite maison aux volets clos. Sur la pelouse, Annie voit une femme en train de dessiner portant une robe de style particulier, un fichu vert et un chapeau blanc ; la femme lève la tête et de nouveau Annie ressent une impression désagréable. Les deux femmes arrivent à la hauteur de la maison suivante. Une porte s'ouvre, en sort un jeune homme qui leur donne l’impression d’être un serviteur. Elles veulent s’excuser, pensant être sur une propriété privée, mais l’homme les mène jusqu’au Trianon proche où elles sont brusquement environnées par une noce.

### L’hypothèse paranormale
Quelques jours plus tard, Mlle Moberly, toujours en proie à l’impression d’angoisse et d’irréalité de Versailles, en fait part à Mlle Jourdain en lui demandant si elle n’a pas l’impression que les lieux sont, en quelque sorte, « hantés ». Eleanor confirme son impression de malaise lors de la visite. Elles s’interrogent alors sur la cape portée bizarrement par l’homme aux cheveux bouclés en ce jour de grande chaleur ; son attitude, son air amusé leur semblent maintenant étranges et non-naturels. Mais c’est seulement en novembre, lorsque Eleanor Jourdain se rend à Oxford où Annie a depuis trois mois repris ses fonctions de directrice, qu’elles discutent plus longuement de leur expérience. Le fait que seule Eleanor ait vu la femme et la petite fille et que seule Annie ait vu la dessinatrice les trouble. Mlle Moberly, justement, a vu un portrait de Marie Antoinette par Wertmüller ; la reine lui a paru étrangement ressemblante, pour le visage et les vêtements, à la femme de la pelouse. Elle se renseigne auprès d’une Française qui confirme que des rumeurs courent depuis longtemps sur la présence du fantôme de Marie-Antoinette à Versailles.
Mlle Jourdain retourne seule à Versailles en 1902. Les lieux lui semblent différents ; elle apprend que Marie-Antoinette se trouvait au Petit Trianon le 5 octobre 1789 lorsqu’on lui annonça la marche du peuple vers Versailles. Le 2 janvier, elle a encore des perceptions étranges, dont celle d’une musique qu’elle essaie de se remémorer pour la faire identifier. On lui assure qu’il s’agit d’un style des années 1780. Elles visitent encore une fois la zone du Petit Trianon en 1904. Au cours de leurs recherches, elles pensent se rappeler la présence d’une charrue qui n’existait pas en 1901, de même qu’un pont qu’elles avaient franchi et qui a disparu ; elles découvrent que les « jardiniers » portaient un costume similaire à celui des gardes suisses de la reine et que la porte d’où est sorti le serviteur est condamnée depuis longtemps ; elles identifient l’homme au visage vérolé comme étant le comte de Vaudreuil.

## Interprétations

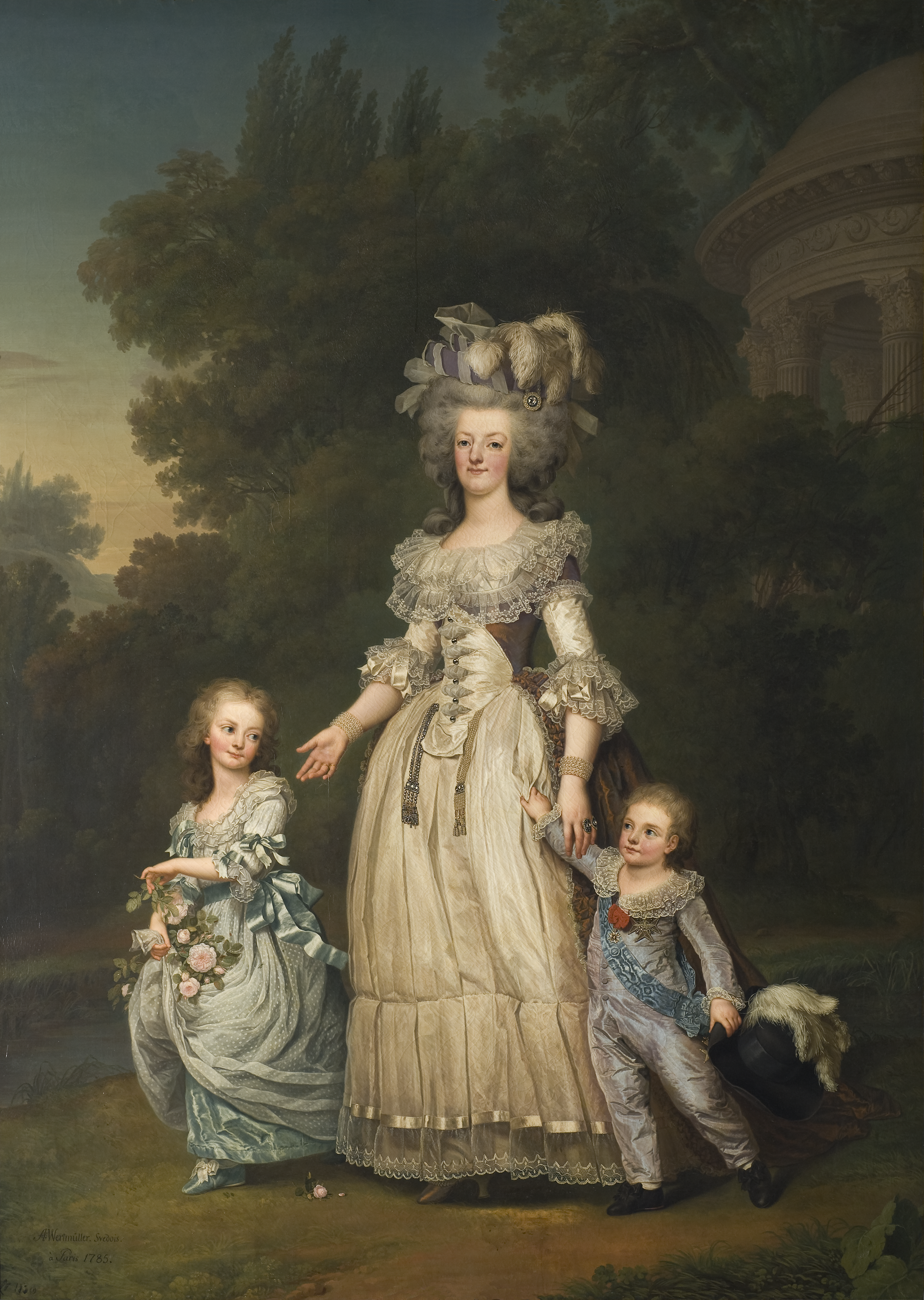
Marie-Antoinette par Wertmüller, tableau grâce auquel Annie Moberly aurait reconnu la personne de la reine dans la dessinatrice du Trianon.

L’hypothèse des deux protagonistes de l'affaire était qu’elles avaient eu accès à des reliquats de mémoire laissés par Marie-Antoinette lors de journées particulièrement chargées d'émotion. L’électricité (des orages électriques furent signalés en France le jour de la visite) fut proposée comme élément facilitateur. Après des échanges avec la Society for Psychical Research, elles décidèrent finalement de publier en 1911 le récit de leur visite, présenté comme une recherche, sous les noms d’Elisabeth Morison et Frances Lamont. An Adventure (réédité en 1913 et 1924) obtint un succès certain avec 11 000 exemplaires vendus en 1913. L’expérience fut discutée dans The Journal of Parapsychology, The Journal of the American Society for Psychical Research, The Journal for Psychical Research in London et Proceedings of the Society of Psychical Research in London.
À vrai dire, malgré les louanges de la Society for Psychical Research pour leurs efforts d’enquête, des erreurs historiques furent remarquées d’emblée et l’hypothèse d’une confusion due à des facteurs psychologiques et physiques (chaleur, fatigue) vite posée. En réponse, Mlles Morison et Lamont publièrent les quatre récits (chacune deux) qu’elles avaient rédigés pour mémoire, l’un peu après les faits (entre le 25 et le 28 novembre 1901), l’autre un peu plus tard (décembre 1901-janvier 1902), accompagnés de cartes retraçant leur chemin, de descriptions des costumes, personnages et paysages et de la musique entendue. Elles insistèrent sur le fait qu’elles avaient vu des éléments du XVIIIe dont elles ignoraient l’existence avant leurs recherches. L'incident du Trianon n'était d'ailleurs ni leur première, ni leur dernière vision paranormale.
L’affaire, déjà adoptée par le grand public comme un élément romantique et exotique du folklore surnaturel, connut un regain d’intérêt auprès des parapsychologues après la mort des deux protagonistes. Leur identité réelle ayant été révélée, leur réputation dans le monde académique relança les études. En 1950, W.H. Salter, ayant examiné soigneusement leur correspondance avec la Society for Psychical Research, conclut que des détails mentionnés dans le récit de 1901 avaient en fait été ajoutés en 1906 et résultaient de recherches ultérieures. On suggéra qu’elles avaient tout simplement croisé des acteurs costumés et trop voulu croire à leur histoire.
Cependant, dans les années 1950 la parapsychologie française s’intéressait encore au cas. Les Fantômes du Trianon fut publié en 1959 avec une préface de Jean Cocteau et une introduction de Robert Amadou. Guy Lambert, spécialiste de l’histoire parisienne, proposa le règne de Louis XV, précisément l'année 1774, plutôt que la fin du règne de Louis XVI comme étant l'époque du passé perçue. Certains, remarquant que le pavillon pris pour le Temple de l’Amour ressemblait à un pavillon chinois connu en projet, estimèrent que les deux Anglaises avaient capté la trace de mémoire de l'un des jardiniers de Versailles, Antoine Richard. Du côté des explications rationnelles, Philippe Jullian suggéra dans sa biographie de Robert de Montesquiou que les deux Anglaises auraient rencontré le groupe de relations que l'aristocrate avait l'habitude de mener dans les jardins de Versailles pour des virées en costume d'époque.
Les différentes interprétations sont basées sur une sorte de rétrovision de la part des deux Anglaises. Toutefois, il faut être logique en acceptant que cette rétrovision s'accompagne obligatoirement d'une « antévision » de la part des personnages rencontrés. Si les deux Anglaises ont été vues par les personnages qui leur ont parlé, ceux-ci auraient dû remarquer que leurs vêtements n'étaient pas de leur époque, à ceci près que les robes longues du XVIIIe siècle n'étaient pas très différentes de celles du début du XXe siècle. Si ce genre d'aventure avait été vécu par des jeunes femmes du début du XXIe siècle, leur tenue aurait marqué les esprits des personnages rencontrés qui auraient couché sur le papier cette rencontre. Or, on ne possède pas de témoignages écrits, jusqu'à preuve du contraire.
"On s'est beaucoup moqué d'elles aussi bien entendu, mais ce qui est très extraordinaire, c'est que plus de cinquante ans plus tard, on a découvert à la bibliothèque municipale de Versailles, dans un certain nombre de fonds d'archives qui étaient peu utilisées, des plans présentant un pavillon chinois qui est exactement conforme à la description qu'elles avaient donnée en 1907." Franck Ferrand, "les pieds dans le plat", 27 novembre 2013.

## Influence
Après la publication du livre en 1911, une famille Crooke, qui avait habité la région de Versailles de 1907 à 1909, prétendit avoir vu en 1908 la dessinatrice ainsi qu'un autre personnage en costume du XVIIIe siècle. En 1928, deux Anglaises rapportèrent une rencontre étrange du même type. En 1935, un Français, Robert Philippe, aurait échangé quelques mots avec une femme que ses parents ne voyaient pas et qui aurait disparu mystérieusement. Le 21 mai 1955, un avoué londonien et sa femme rencontrèrent à Trianon une femme et deux hommes vêtus de costumes du XVIIIe siècle.
Tolkien a cité l’expérience psychique d’Annie Moberly et Eleanor Jourdain comme l’une des influences l’ayant marqué.

## Adaptations
L’histoire fit l’objet d'une émission du Tribunal de l'impossible intitulée La dernière rose ou les fantômes de Trianon, diffusée le 10 février 1968 ainsi que d’un film anglais de John Bruce  (1981), Miss Morison's Ghosts, avec Wendy Hiller et Hannah Gordon dans les rôles des deux héroïnes. Le titre de l’opéra de John Corigliano (1992), Ghosts of Versailles s’inspire de l’affaire.